# 2717 Tellervo
2717 Tellervo (1940 WJ) là một tiểu hành tinh vành đai chính do Liisi Oterma phát hiện tại Turku ngày 29.11.1940.